# 林慶台
林慶台（1960年10月17日—）是台灣宜蘭縣南澳鄉碧候村泰雅族人，身高178公分，台灣基督長老教會的牧師，也是木雕工藝家。業餘時也會打獵，是少數仍然會打獵的泰雅族獵人。受導演魏德聖的邀請飾演《賽德克·巴萊》中的主角－中年的莫那·魯道，憑此片入圍第48屆金馬獎最佳新演員獎和第12屆華語電影傳媒大獎最佳新人獎。除了演戲，林慶台也擔任電影原聲帶的演唱者，以及國立故宮博物院沙畫影片的配音。林慶台也是女歌手李宣榕、傅天穎及台北市議員李傅中武（傅天穎之兄）的舅舅，小時候是宜蘭家扶中心第一任的任養童。

## 出道經歷
魏德聖當初第一次去台灣原住民部落找演員，立刻就相中林慶台，因其符合魏德聖想像中的莫那·魯道。當時魏德聖想再多看一些人選。魏德聖後來認為林慶台霸氣、銳利且有殺氣的眼神都讓他是最適合的人選，最後還是選擇林慶台擔任主角。但魏德聖請求他參與演出時，由於林慶台是部落中唯一的傳教師，想留在部落教導小孩，曾再三推辭。魏德聖三度造訪相請，終於打動他。林慶台原以為是要出演小角色，但當魏德聖公布選角名單後，林慶台一聽到要演主角莫那·魯道時便要求魏德聖換角色，而魏德聖導演堅持不換。拍片時，魏德聖要林慶台每天盯著蠟燭燭光看兩小時來訓練眼神。由於職業是教會的牧者，林慶台在劇組陷入低潮時，也會聆聽眾人的訴苦。《赛德克·巴莱》的監製吳宇森及其他導演在看過預告片後，對林慶台的演出讚譽有加。

## 演出作品

### 電視劇
- 2012年 《小站》 飾演 阿泰爸爸
- 2013年 《大雄的音樂教室》
- 2013年 《城市·獵人》 飾演 瓦旦 (從台東山上來到城市打工的原住民警衛)
- 2017年 《獅子王強大》飾演林尚勳 (勳叔)
- 2018年 《人際關係事務所》 飾演 育幼院院長
- 2025年 《假日到山裏來看你》 飾演   柿子爺爺

### 電影
- 2011年 劇情長片《賽德克·巴萊》 飾演莫那·魯道（中年）
- 2011年 劇情短片《10+10-登場》 飾演
- 2012年 劇情長片《南方小羊牧場》 飾演 牧師兼麵攤老闆
- 2017年 劇情長片《52 Hz I Love You》飾演 東師傅
- 2021年 劇情長片《叱咤風雲》飾演 老申
- 2025年 劇情長片《獵人兄弟》飾演

### 音樂錄影帶
- 2021年 拍謝少年《山盟》

## 音樂作品

### 單曲
- 2011年 仇恨消失《賽德克·巴萊》電影原聲帶
- 2011年 看見彩虹《賽德克·巴萊》電影原聲帶
- 2013年 物換星移《看見台灣》電影原聲帶
- 2013年 藍白之間《看見台灣》電影原聲帶

## 出版書籍
- 2015年 《因為有雨，所以彩虹：原民漢子林慶台的生命故事》

## 獎項紀錄
| 年份   | 頒獎典禮               | 獎項             | 影片            | 角色              | 結果 |
| ------ | ---------------------- | ---------------- | --------------- | ----------------- | ---- |
| 2011年 | 第48屆金馬獎           | 最佳新演員       | 「賽德克·巴萊」 | 莫那·魯道（中年） | 提名 |
| 2011年 | 第12屆華語電影傳媒大獎 | 最佳新演員       | 「賽德克·巴萊」 | 莫那·魯道（中年） | 提名 |
| 2013年 | 第50屆金馬獎           | 最佳原創電影音樂 | 「看見台灣」    | 詞曲創作、演唱者  | 提名 |

## 外部連結
- 林慶台（Nolay Piho）的Facebook專頁
- 林慶台的新浪微博
- 林慶台在互联网电影资料库（IMDb）上的資料（英文）（英文）
- 林慶台在香港影庫上的簡介
- 林慶台在豆瓣上的资料（简体中文）
- 林慶台在时光网上的簡介（简体中文）